# Горнох, Камил
| Открытые астероиды: 1   | Открытые астероиды: 1 |
| ----------------------- | --------------------- |
| (167208) Lelekovice     | 17 октября 2003       |
| 1. с Петером Кушнираком |                       |

Камил Горнох (чеш. Kamil Hornoch, 5 декабря 1972) — чешский астроном-любитель, первооткрыватель астероидов и десятков новых звёзд в других галактиках. Совместно с словацким астрономом Петер Кушнирак 17 октября 2003 года он обнаружил астероид (167208) Lelekovice.
Камил Горнох живёт в чешской деревеньке Лелековице  (англ.) в Южноморавском крае Чехии. Впервые заинтересовался астрономией в 1984 году. А через год он начал систематические научные наблюдения комет, метеоров, планет, фотосферы Солнца, а также переменных звёзд.
Большинство его открытий были сделаны на 35 см телескоп-рефлекторе в небольшой частной обсерватории в Лелековице. Несмотря на довольно небольшие размеры телескопа, благодаря использованию ПЗС-камеры, на нём можно проводить довольно точные визуальные оценки светимости звёзд (до 0,03). Помимо этого, получили широкое признание его оценки яркости комет и переменных звёзд, а также определяемые им координаты астероидов. В 1993 году он стал одним из первооткрывателей новой переменной звезды ES UMa.
На данный момент он является членом чешского астрономического общества и с 2007 года работает как профессиональный астроном в обсерватории Ондржеёв на 65 см телескопе в отделе межпланетного вещества. Его основной задачей является проведение фотометрических наблюдений двойных астероидов.

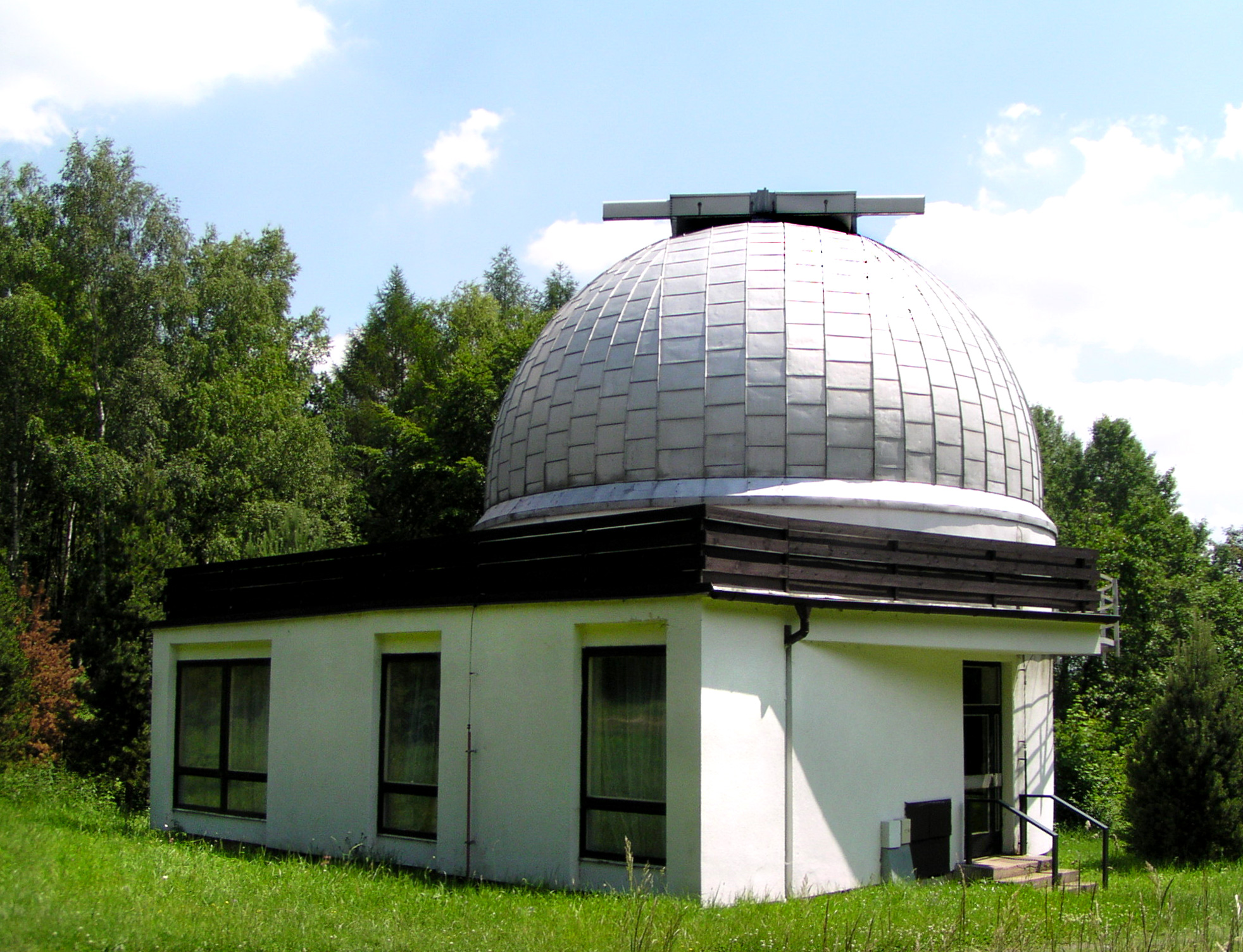
Строительство 0,65-метрового телескопа в обсерватории Ондржеёв - отдел Камила Горноха

Летом 2002 года Камил Горнох сделал серию фотографий ядра галактики М31 в созвездии Андромеды и обнаружил свою первую внегалактическую новую звезду. С тех пор галактика Андромеды стала его любимым объектом наблюдения. По данным на май 2007 года в этом регионе им было открыто 43 новые звезды. Ещё две новые звезды были открыты им в галактике М81 на снимках, сделанных Павлом Цагаш (англ. Pavel Cagaš) на 26,5 см телескопе-рефлекторе 8 и 11 апреля 2011 года. До этого ещё никому не удавалась открыть в такой небольшой телескоп новую звезду, расположенную на таком большом расстоянии. При этом одна из них, получившая обозначение M81 2007 3, спустя шесть дней после открытия достигла рекордного значения абсолютной звёздной величины —10m, а её видимая величина при этом стала равна 17,6m. Это была самая яркая новая звезда когда-либо обнаруженная в галактике М31
. А всего по состоянию на 12 марта 2009 года им было обнаружено 126 новых звёзд.

## Признание
- В 1996 году Камил Горнох стал первый человеком, получившим недавно созданную премию Зденека Квиза (чеш. Zdeněk Kvíz Award) от Чешского астрономического общества за изучение межпланетного вещества[11].
- В 2001 году в знак признания его заслуг другой чешский астроном Ленка Коткова назвала один из открытых её астероидов в честь него (14124) Камил[англ.][12][13].
- В 2003 году он получил премию Индржиха Шилгана чеш. Jindřich Šilhán Award от Чешского астрономического общества за изучение переменных звёзд[14].
- В 2006 году получил любительскую премию за достижения  (англ.) Тихоокеанского астрономического общества[4].